# Clássico Rio-Nal
Rio-Nal é a denominação do maior e mais tradicional clássico do futebol amazonense, o qual também é o mais antigo da Região Norte. É disputado entre o Atlético Rio Negro Clube e o Nacional Futebol Clube, os dois maiores campeões estaduais do Amazonas, ambos da cidade de Manaus.

## História
Os dois clubes são os únicos remanescentes da primeira edição do Campeonato Amazonense de Futebol, realizada no longínquo ano de 1914. Naquele ano as equipes ainda não se equivaliam em força, uma vez que nos primeiros confrontos a equipe azulina venceu por boa margem o rival alvinegro. A situação começou a mudar no campeonato amazonense de futebol de 1917 quando ambos lutaram ponto a ponto pelo título; a briga foi tanta que o clássico daquele ano precisou ser remarcado para definir o real campeão, porem, a liga foi dissolvida antes do match acontecer e o Nacional é até hoje homologado o campeão. Em 1918, a edição do dia 15 de Março do Jornal "O Imparcial" noticiava assim o encontro: O Encontro Nacional versus Rio Negro - Realizar-se-á no próximo domingo o primeiro encontro entre estes dois clubes, no presente campeonato. É enorme a ansiedade com que é esperado, justificada, aliás, pelo facto de serem elles os mais valentes adversários do nosso meio desportivo.
Em 26 de Setembro de 1971, agora cerca de seis décadas após o primeiro clássico, o Jornal do Comércio voltava a enfatizar a grandeza do confronto quando em sua capa disse o seguinte: "Rio-Nal é a festa esportiva da cidade. São os dois clubes da massa, os dois maiores rivais do futebol amazonense". Este jogo valeu a "Taça Vivaldo Lima" e teve o recorde de público em partida amistosa de clubes locais.
Numa crônica esportiva vinculada 29 de Abril de 1974 no Jornal do Commercio, chamada de "Fofocas do Esporte" assinada por "Mendes"  é analisado mais um clássico a ser realizado naquele dia, onde o autor fala que "depois de um grito qualquer sobre esse clássico que, segundo os 'entendidos' do futebol, o Rio Negro pode estar com uma equipe da pior espécie, mas não perde nunca pro Nacional" e continua dizendo que "este é um fator psicológico que, na maioria das vezes influi grandemente na equipe nacionalina. Mas, enfim, um clássico é um clássico e hoje teremos um senhor RIO-NAL".

### O nome Rio-Nal
O clássico passou a atender pela alcunha de "Rio-Nal" por volta de 1968. A ideia partiu de Guilherme Gadelha, subsecretário do Jornal do Commercio. De acordo com Carlos Zamith, que era jornalista do mesmo periódico, Gadelha lhe perguntou "coleguinha, que tal se eu colocar Rio-Nal neste espaço que está sobrando?". Segundo Zamith "O título da página esportiva era sobre o jogo. Gadelha utilizou um clichê antigo de seis colunas, com a palavra emocionante. Como faltava completar o espaço de duas colunas para a manchete, Gadelha chamou-me e fez a pergunta". A partir dali o nome passou a ser utilizado pela imprensa local. A inspiração para o nome teria sido o Clássico Grenal, de Porto Alegre.

### O Primeiro Rio-Nal
O primeiro confronto entre as duas equipes ocorreu no dia 1º de Março de 1914, um domingo, e foi promovido pela Liga Amazonense de Football(LAF) que até então era a entidade que comandava o futebol amazonense. O confronto foi válido pelo primeiro Campeonato Amazonense de Futebol e foi disputado no campo do Bosque Municipal (na atual Avenida Constantino Nery). É o confronto mais antigo entre clubes ainda em atividade na Região Norte. O resultado desse jogo histórico foi de 9 a 0 a favor do Nacional. Segundo historiadores, o Rio Negro vinha com um grupo de garotos ainda inexperientes no esporte. Os gols da segunda maior goleada da história do clássico foram todos da equipe nacionalina: 5 de Cícero, 3 de Paulo e 1 de Cazuza.

### A maior goleada
A maior goleada da história do clássico ocorreu no dia 19 de Abril de 1914, era o segundo confronto entre os dois e foi válido pelo returno do Campeonato Amazonense de Futebol daquele ano. O Nacional voltou a vencer o Rio Negro por placar elástico, desta vez por 12-0. O Galo jogou todo o primeiro tempo com apenas 9 jogadores em campo e terminou perdendo por apenas 1 a 0. Já no segundo tempo, agora com o time completo, o clube barriga preta tomou outros 11 gols.
Os marcadores dos gols do Nacional foram:
- Cícero - 5' gols, Linares - 3' gols, Cazuza - 3' gols e Paiva - 1'gol.

### Primeira desavença em 1917
Depois de ser um mero participante nos campeonatos de 1914 a 1916, o Rio Negro mudou sua postura e veio forte para o Campeonato de 1917. Neste o clube disputou a taça e viu no Nacional (que foi campeão de 1916) o seu principal adversário. Em campo, o "Naça" levou, mas o "Galo" protestou na liga pedindo anulação da partida entre os dois e a realização de um novo confronto. Dias depois a liga foi dissolvida e nada foi decidido quanto ao problema entre as equipes, sendo que chegou-se a especular que os dois clubes poderiam se considerar campeões da temporada.

### Partida em duas datas e campeão no último minuto
Pelo campeonato de 1939 uma partida decisiva seguia empatada em 4 a 4, resultado que daria o título ao Rio Negro, até que um pênalti foi assinalado em favor do Nacional. Cláudio Coelho, jogador do "galo" resolveu "confiscar" a única bola do jogo e não deixou o time do Nacional bater a penalidade, levando à suspensão da partida. A questão foi decidida no tribunal, o que já vinha se tornando um hábito e ficou decidido que os times deveriam disputar os 15 minutos restantes, iniciando com a cobrança do pênalti. A partida reiniciou com o pênalti sendo cobrado e assinalado por Pedro Sena, colocando o "Naça" a frente em 5 a 4. Logo em seguida, em rápida saída de bola o galo voltou a empatar com Cláudio. A partida seguiu assim, em 5 a 5, até os últimos instantes. Dirigentes e alguns torcedores do "Galo" já iniciavam uma comemoração quando faltando menos de um minuto para o termino da partida o Nacional voltou a marcar, desta vez com Emanuel, e fechou o placar em 6 a 5, se consagrando campeão da temporada.

### A segunda maior goleada do profissionalismo, Rio Negro 7–2 Nacional
A data de 22 de Agosto de 1965, um domingo, marcava um novo encontro entre os dois velhos rivais. O Rio Negro vinha de derrota por 3 a 0 para o São Raimundo. O alvinegro se reforçou e na sequencia, com Sabá Burro Preto e Edson Angelo, o Rio Negro seguiu para o embate contra o Nacional. O jogo foi dominado pelo "Galo" que ao final do primeiro tempo já marcava 3 a 1. Os torcedores do "Naça" culpavam o goleiro Marcus pela derrota parcial, pois segundo eles o jovem teria ingerido bebida alcoólica antes da partida, e no seu lugar entrou o veterano Chicão para o Segundo tempo. Com outro goleiro, o Nacional, que esperava melhorar sua atuação, se decepcionou, o score foi aumentado para 7 a 2. Após o apito final os torcedores do "barriga-preta" desceram a antiga Rua Belém rumo a Praça da saudade cantarolando "É freguês, É freguês, seremos campeões! " O clube Alvinegro foi, de fato, o campeão da temporada em uma final com o mesmo Nacional, com nova goleada, desta vez vencendo por 4 a 1.
Times:
- Rio Negro — Clovis, Valdér, Edson Ângelo (estreante), Catita e Damasceno; Ademir e Rubens; Nonato, Thomaz, Sabá Burro Preto (estreante) e Horácio.
- Nacional — Marcus (Chicão), Téo, Russo, Jayme Basílio e Vivaldo; Hugo e Ribas; Maneca, Dernilson, Holanda e Quisso (Lacinha).

### Voltaram para casa
A partida de 27 de Abril de 1969, válida pela Taça Amazonas, estabeleceu um novo recorde de público pagante em partidas de futebol disputadas em solo amazonense: 23.152 pessoas compraram ingresso, público superior inclusive ao do Santos quando esteve na capital amazonense com Pelé. O Estádio Ismael Benigno estava superlotado, isso porque muitos torcedores não conseguiram adentrar no estádio. A partida era válida pela Taça Amazonas de 1969 e terminou empatada em 0 a 0.

### Amistoso em casa cheia
Em 26 de Setembro de 1971 foi realizado um amistoso entre as duas equipes, com preliminar de Olímpico Clube e São Raimundo. O jogo valeu a Taça Vivaldo Lima. A partida atraiu a atenção da população, que compareceu em grande número, chegando à marca de 30.003 pagantes, estabelecendo um recorde de público para amistosos envolvendo dois clubes locais. A partida terminou empatada em 2 a 2, e como valia taça, houve desempate por pênaltis, onde o Galo acabou vencendo, por 2 a 1.

### Rio Negro tirou o Nacional em 1987
Em 7 de Novembro de 1987 ocorreu mais um clássico, desta vez pelo Campeonato Brasileiro de Futebol de 1987 - Módulo Branco. O Galo já se encontrava eliminado da competição, e ao Nacional bastava uma vitória simples no clássico para se classificar. Porem, o Rio Negro, que ainda não havia vencido no torneio, resolveu dificultar as coisas, fazendo o primeiro gol da partida, com Curió aos 32 minutos do primeiro tempo. No segundo tempo, segundo os jornais de Manaus, o árbitro marcou um pênalti considerado inexistente em favor do Rio Negro, que ampliou para 2 a 0; ainda fez mais o juiz expulsando dois atletas azulinos. Vendo a classificação distante, o Nacional ficou rendido e nos acréscimos o Galo fez mais um, com Tonho, contrariando as expectativas e aplicando uma goleada no maior rival, que acabou sendo também eliminado.

### A terceira maior goleada do profissionalismo, Rio Negro 6–1 Nacional
A goleada do Rio Negro acabou com o sonho do rival: Era a última rodada do quadrangular final do Campeonato Amazonense de 1992. O Rio Negro chegava a última rodada já sem chances de título, e o Nacional precisava vencer e torcer para o Sul América não vencer o São Raimundo para conquistar a taça. A partida foi disputada no dia 6 de dezembro de 1992, e o Rio Negro acabou com todas as chances de título do rival aplicando uma goleada histórica por 6 a 1.

### A maior goleada do futebol profissional, Nacional 7–0 Rio Negro
O jogo era mais uma prova da infinita crise alvinegra, o Galo na zona de rebaixamento entrou em campo sabendo que o máximo que poderia fazer era perder por poucos gols, pois, além de ter um elenco fraco, parte dos titulares desfalcavan a equipe. O técnico Iane Geber Jamel, que jogou pelo clube nos anos 1980 chegou a dizer que levou o time a campo para o clube não desistir do restante do campeonato. No dia 18 de Fevereiro de 2012 em campo, o Rio Negro começou atacando, porem não resistiu muito, pois aos 16 minutos do primeiro tempo o Nacional abriu o placar com o meia Hugo, dai para frente foi só se confirmar a goleada, o Nacional era um dos líderes do Campeonato e buscava uma boa classificação, e foi justamente o que aconteceu, o Nacional acabou sendo o campeão do 1° turno e o Rio Negro acabou na lanterna.
- 18 de Fevereiro de 2012(15:00 h) - Nacional 7–0 Rio Negro - Estádio do SESI - 567 pagantes.

### Clássico centenário
Em 16 de Fevereiro de 2013 o clássico abriu o Campeonato Amazonense de Futebol. A partida também valeria uma taça, a "Taça Centenário" realizada em homenagem aos dois clubes que completaram 100 anos naquele ano. Por conta das obras nos principais estádios, o clássico foi disputado no modesto Estádio do SESI, que oficialmente comportava até 4.500 pessoas. Acontece que o jogo recebeu um público superior a 6 mil pessoas e inclusive alguns torcedores tiveram que voltar do portão do estádio. A partida foi vencida pelo Nacional por 2 a 0.

### Melhor o sol do que do lado do rival.
Depois de construído o "Vivaldão" e do aumento da rivalidade, não precisou muito tempo para que nacionalinos e rionegrinos começassem a não querer mais se misturar, o que acontecia com frequência no Parque Amazonense e na Colina. Depois de algumas confusões, a administração do estádio propôs que as torcidas fossem separadas em clássicos por um cordão policial, na arquibancada coberta pela sombra. A torcida rionegrina não concordou em dividir o mesmo lado que os rivais e preferiu mudar-se para o lado oposto da arquibancada, onde o sol manauara castigava. Mas isso não fez mal aos rionegrinos, que, viram nisto um incentivo para fazer festas ainda mais memoráveis. Nasceu daí a famosa queima de fogos da marquise do Vivaldão: a cada vez que o time rionegrino vinha a campo, uma enxurrada de fogos de artifícios eram acesos. O setor ficou conhecido como "o setor da torcida do Rio Negro".

### Água do Rio Negro, não!
Em alguns casos, o fanatismo era tanto que alguns torcedores do Nacional se recusavam a beber água do Rio Negro, sendo que os mesmos procuravam outras fontes de abastecimento.

### O Plano do Galo
Com a inauguração do Estádio Vivaldo Lima em 1970, os rionegrinos estavam inquietos com a alcunha do Nacional de "Mais querido", conquistada algumas décadas antes mediante um concurso promovido num jornal de Manaus. Em 1976, num dos jogos decisivos do estadual, o Rio Negro procurou as autoridades e propôs que os ingressos tivessem venda dividida, onde os rionegrinos deveriam comprar os ingressos preto e branco, nas cores do seu clube, e os nacionalinos os ingressos azul e branco.
Desde a sua volta ao futebol, em 1960, o Rio Negro vinha tendo públicos até melhores que o do rival. O jogo era a decisão do Segundo Turno de 1976, e o Nacional venceu pelo placar de 1x0. O público foi de 21.500 pagantes, devido ao encarecimento dos ingressos. Nada foi divulgado depois sobre a tal contagem dos ingressos.

## Os "papões de títulos"
No Amazonas, Nacional e Rio Negro são os maiores campeões estaduais, somando 60 títulos, e por isso eram chamados de "Papões de títulos" do Amazonas. O confronto vem sendo realizado desde 1914 e passou a decidir os campeonatos locais a partir de 1916, quando o Rio Negro mudou seu patamar dentro do futebol baré. Este embate é o confronto mais antigo em atividade no Amazonas e na Região Norte.
No passado, quem tivesse a ousadia de entrar caracterizado na torcida rival levava um "banho de urina"  ou uma "pedrada" de laranjas e outros objetos, qualquer coisa do tipo, como escoroes, bandeiradas e ameaças. Mas em todo o histórico não se tem noticias de casos de agressões mais fortes ou de brigas generalizadas. O caso mais ameaçador foi a de uma decisão onde os torcedores nacionalinos invadiram o campo, tomaram e quebraram a taça que estava em posse dos rionegrinos, sendo que a policia precisou intervir para evitar confrontos e brigas de proporções maiores.
Apesar do crescimento repentino e por vezes momentâneo de vários clubes na cidade de Manaus, o Rio-Nal ainda é considerado por uma grande maioria dos entendedores do futebol como o maior Clássico de Futebol do Amazonas. O confronto envolve fatores históricos e se confunde com a própria história da cidade de Manaus, onde os jogos dos dois eram um dos principais entretenimentos locais. Antigamente dia de Rio-nal em Manaus era dia de festa, o dia em que a cidade parava em torno de uma partida de futebol. Em 2023, a despeito de dois clubes "novatos" estarem em melhor condição no cenário nacional, o clássico Rio-Nal foi o dono do maior público do estadual, o dobro de público do confronto entre esses noveis clubes e também o dobro dos confrontos da final.

### Campeão e Vice-Campeão
Rio Negro versus Nacional é o confronto que mais vezes decidiu o Campeonato Amazonense de Futebol, isso sem levar em conta as inúmeras decisões de turnos e de torneios diversos que disputavam.

## Torcidas
O clássico Amazonense, facilmente levava mais de 20 mil pessoas aos estádios manauaras. Porem, a partir do final dos anos 1980, a presença de público começou a cair. Até o parte dos anos 1980, não era raro o estádio ficar lotado nos dias de clássico, a população desde cedo de movimentava rumo ao Estádio Vivaldo Lima, que até então ficava na região mais central de Manaus. Os grupos de torcedores, passavam cedo rumo ao estádio, com bandeiras e convocando a "galera" para comparecer. Em hora de jogo, o estádio geralmente estava lotado, uma torcida de cada lado, esperando ver o seu time entrar em campo, e, competiam entre si para ver qual fazia a melhor festa.
Os dois, até o início da década de 1980, detinham as duas maiores torcidas absolutas em Manaus (incluindo clubes de fora do estado), e tinham certa popularidade no interior do estado, onde eram convidados constantemente para se apresentar e para bons públicos. A popularidade dos clubes ultrapassava as fronteiras do estado do Amazonas, foram fundados inúmeros clubes no Amazonas, Pará, Roraima e até Maranhão inspirados nos dois grandes de Manaus, os clubes tinham os chamados "consulados" de torcedores fora do estado que se faziam presentes na maioria dos jogos fora de Manaus.
Há indícios de que o Nacional sempre detinha a maior torcida, o que fazia muitos o ligar ao chamado "povão" enquanto o Rio Negro era mais ligado à "elite de Manaus". Porém, isso foi um fator que envolveu apenas os fundadores dos clubes, algo que não foi transmitido para a torcida, que, em ambos, contava com representantes de todas as classes sociais.
Pesquisas.
Pesquisas antigas, como publicadas em revistas e jornais davam como média de apoio em Manaus(como Nacional ou Rio Negro sendo o primeiro clube na preferencia):
Nacional:
- % Máximo: 65% em edição da Revista Placar de 1971
- Média no período de 1970 a 1984 de até 48,7% em Manaus.

Rio negro
- Média no período de 1970 a 1984 de até 22,3% em Manaus.

Nessas pesquisas geralmente se perguntavam qual clube se torcia, independente de simpatia por qualquer outro clube a mais, o percentual da Revista Placar talvez tenha envolvido apenas os clubes de Manaus. Nas mesmas pesquisas foi constatada a presença de torcedores do Nacional pelo interior, nas Regiões próximas a Manaus, sendo que o Rio Negro era um clube mais caseiro, atendo-se a Manaus, porém com presença marcante em municípios limítrofes.

## Maiores públicos
Aqui, vamos listar a lista de maiores públicos conhecidos até o momento, obtidos através de pesquisas que a passos lentos, vai montando o histórico estatístico do confronto. Vale ressaltar que durante o período áureo, muito se falava em falsificação de borderôs, por parte de dirigentes, que diminuíam os públicos para ficar com parte da renda. Foram presenciadas situações em que o "Vivaldão" estava lotado por completo, e o borderô registrava apenas 15 a 20 mil pagantes, no Campeonato Brasileiro, onde os ingressos costumavam ser bem mais caros, a situação era mais agravada.

#### No Vivaldo Lima
No Estádio Vivaldo Lima  o clássico segurou o recorde de público entre clássicos regionais da Região Norte até 1979. Dos 30 maiores públicos conhecidos do estádio, 12 são do clássico.
- 27 de Agosto de 1986 - Nacional 1–0 Rio Negro - 41.661 - Campeonato Amazonense[20]
- 26 de Setembro de 1979 - Nacional 1–0 Rio Negro - 40.193 - Campeonato Amazonense[20]
- 15 de Junho de 1975 - Nacional 1–0 Rio Negro - 35.123 - Campeonato Amazonense
- 8 de Junho de 1975 - Rio Negro 2–1 Nacional - 32.857 - Campeonato Amazonense
- 7 de Março de 1971 - Rio Negro 2–1 Nacional - 32.288 - Torneio Danilo Areosa.
- 25 de Agosto de 1976 - Nacional 1–0 Rio Negro - 31.097 - Campeonato Amazonense
- 20 de Abril de 1975 - Nacional 1–0 Rio Negro - 30.313 - Campeonato Amazonense
- 26 de Setembro de 1971 - Nacional 2–2 Rio Negro - 30.003 - Taça Vivaldo Lima (Rio Negro 2x1 nos pênaltis).[14]
- 18 de Novembro de 1973 - Nacional 0–0 Rio Negro - 29.092 - Campeonato Brasileiro de Futebol de 1973.

#### No Estádio Ismael Benigno
A capacidade máxima histórica do Estádio Ismael Benigno, mais conhecido como "Colina" era de até 22 mil pessoas, em alguns clássicos, o estádio esteve superlotado e obrigou muitas pessoas a voltarem para casa.
- 27 de Abril de 1969 - Nacional 0–0 Rio Negro - 23.152

Jogo válido pela última rodada da Taça Amazonas de 1969. Por conta de um temporal, a arquibancada do estádio foi interditada, assim, a maior parte do público se acomodou na "geral". Este é o maior público oficial registrado neste estádio.
- 26 de Abril de 1970 - Nacional 0–0 Rio Negro - 20.783

Novamente um jogo válido pela Taça Amazonas. O jogo valia pela última rodada da competição e o vencedor seria aclamado campeão, com o empate favorecendo o Nacional. O jogo acabou empatado e o Nacional foi o campeão da Taça Amazonas de 1972.
- 20 de Julho de 1969 - Rio Negro 2–1 Nacional - 19.542

A partida foi válida pelo Campeonato Amazonense de Futebol daquele ano. Nota curiosa é que durante a realização da partida, as rádios que faziam sua transmissão interromperam-na para noticiar a chegada do homem à lua.

## Estatísticas
Atualmente são listadas por pesquisadores 316 partidas entre os dois clubes, sendo que 13 estão ainda sem resultado conhecido. O número real de confrontos é bem maior uma vez que há temporadas em que os clubes se enfrentaram mas que os jogos não foram listados, mencionando ainda torneios oficiais e não oficiais sem detalhamento. Estima-se que o número real possa ultrapassar 400 partidas realizadas. O número só não é maior devido ao afastamento de 14 anos do Rio Negro de 1945 a 1959, além das ausências de 1977, 1978, 1991, 1994, 2010, 2014 e o período de 2020 a 2022, o 2º maior na história sem disputa do clássico.

### Campeonato Brasileiro de Futebol - Série A
Os clubes se encontraram 5 vezes em confrontos válidos pela primeira divisão do Campeonato Brasileiro de Futebol. Cada um venceu uma vez, e houve três empates. O empate também se dá no número de gols, que é de 3 para cada.
- 18 de Novembro de 1973 -  Rio Negro 0–0 Nacional,  Estádio Vivaldo Lima - Público: 29.140
- 18 de Maio de 1974 -  Rio Negro 1–1 Nacional, Estádio Vivaldo Lima
- 24 de Agosto de 1975 - Rio Negro 0–0 Nacional, Estádio Vivaldo Lima
- 7 de Setembro de 1976 -  Rio Negro 1–2 Nacional, Estádio Vivaldo Lima
- 17 de Outubro de 1976 Rio Negro 1–0 Nacional, Estádio Vivaldo Lima

### Campeonato Brasileiro de Futebol - Série B
Em jogos válidos pela segunda divisão nacional, o clássico ocorreu em quatro oportunidades, com uma vitória para cada lado e dois empates. O Rio Negro fez 4 gols e o Nacional fez 2. As partidas foram:
- 14 de Outubro de 1987 - Rio Negro 1–2 Nacional - Estádio Vivaldo Lima - 4.075 pagantes[24]
- 8 de Novembro de 1987 - Rio Negro 3–0 Nacional - Estádio Vivaldo Lima - 683 pagantes[25]
- 23 de Setembro de 1989 -  Rio Negro 0–0 Nacional, Estádio Vivaldo Lima
- 23 de Outubro de 1989 -  Rio Negro 0–0 Nacional, Estádio Vivaldo Lima

### Campeonato Brasileiro de Futebol - Série C
Pela terceira divisão os clubes se enfrentaram 10 vezes, com 6 vitórias do Nacional, 3 vitórias do Rio Negro e 1 empate; o Nacional fez 16 gols enquanto o Rio Negro fez 10.
- 25 de Março de 1992 - Rio Negro 0–2 Nacional - Estádio Vivaldo Lima
- 12 de Abril de 1992 - Rio Negro 1–0 Nacional - Estádio Vivaldo Lima
- 17 de Outubro de 1993 - Rio Negro 0–1 Nacional - Estádio Vivaldo Lima
- 31 de Outubro de 1993 - Rio Negro 0–2 Nacional - Estádio Vivaldo Lima
- 3 de Setembro de 1995 - Rio Negro 1–0 Nacional - Estádio Vivaldo Lima
- 17 de Setembro de 1995 - Rio Negro 3–1 Nacional - Estádio Vivaldo Lima
- 28 de Agosto de 2002 - Rio Negro 1–3 Nacional - Estádio Vivaldo Lima
- 25 de Setembro de 2002 - Rio Negro 1–2 Nacional - Estádio Vivaldo Lima
- 21 de Setembro de 2003 - Rio Negro 2–2 Nacional - Estádio Vivaldo Lima
- 1 de Outubro de 2003 - Rio Negro 1–3 Nacional - Estádio Vivaldo Lima

### Copa do Brasil
O Rio-Nal na Copa do Brasil:
- 22 de Março de 2000 - Rio Negro 1–1 Nacional, Estádio Vivaldo Lima
- 30 de Março de 2000 - Rio Negro 1 (2–4) 1 Nacional, Estádio Vivaldo Lima